# Löwenbund
Die Gesellschaft mit dem Lewen (auch als Löwengesellschaft und Löwenbund bezeichnet) war eine am 17. Oktober 1379 von 17 Grafen, Rittern und Edelknechten in Wiesbaden gegründete Adelsgesellschaft. Obwohl der Bund schon nach weniger als drei Jahren Aktivität nicht mehr in den Quellen nachzuweisen ist, wird er als „eine der bedeutendsten Adelsverbindungen des 14. Jahrhunderts“ bewertet.
Ausgehend von den Grafen von Nassau und den Grafen von Katzenelnbogen, worauf das Wappentier und die ersten Treffpunkte Wiesbaden und Sankt Goar hinweisen, entstand die Gesellschaft zunächst in der Wetterau. Es schlossen sich mit der Zeit weitere Adelige an, so dass die Gesellschaft am Ende in sechs Teilgesellschaften, Lothringen, Franken, Niederlande, Schwaben, Elsass und Breisgau aufgeteilt wurde.

## Geschichte
Die Gesellschaft rekrutierte sich aus Anhängern des Gegenpapstes Clemens VII. Für den Ort und Zeitpunkt der Gründung des Löwenbundes soll der Erzbischof von Mainz Adolf I. von Nassau, der Bruder des Grafen Walram von Nassau, mitbestimmend gewesen sein, der sich zur gleichen Zeit für Papst Clemens VII. entschieden hatte. Alle Gründungsmitglieder waren Parteigänger des Mainzer Erzbischofs. Der Löwenbund bekannte sich offen zu Clemens VII. Die Ausarbeitung des sehr umfangreichen und ausgefeilten Vertragswerkes wird erzbischöflich-mainzischen Kanzlisten zugeschrieben. Andere Mitglieder waren Anhänger Herzog Leopolds von Österreich, ebenfalls ein Unterstützer Clemens’.
Die Mitglieder des Löwenbundes verpflichteten sich, einander Schutz zu gewähren und Hilfe zu leisten gegen Angriffe von außen. Etwaige Streitigkeiten untereinander sollten den drei jeweils für ein Jahr gewählten Hauptleuten gemeldet und von diesen mit Hilfe von Schiedsleuten auf einem Schiedstag in Wiesbaden oder einer anderen zu bestimmenden Stadt geschlichtet werden. Die beiden jährlichen Mitgliedsversammlungen fanden abwechselnd in Wiesbaden und Sankt Goar statt.
Als Wahrzeichen und Erkennungsmal sollte jeder Ritter einen goldenen Löwen und jeder Knappe einen silbernen Löwen führen. Wer das unterließ, hatte einen Turnosen zu zahlen, der den armen Leuten zu Ehren des Heiligen Georgs, des Patrons der Ritterschaft, zukam.
Der Vertrag wurde zunächst für drei Jahre bis zum 25. Dezember 1382 abgeschlossen und auf der katzenelnbogischen Burg Rheinfels aufbewahrt. Bereits im Gesellschaftsvertrag war aber vermerkt, dass, sollte sich die Gesellschaft zu diesem Zeitpunkt gerade in einer kriegerischen Auseinandersetzung befinden, sich das Bündnis bis Kriegsende verlängern würde.
Das offene Bekennen der Löwenbundgenossen zu Gegenpapst Clemens VII. provozierte die benachbarten Anhänger Papst Urbans VI. Am 11. Januar 1381 vereinigten sich in Wesel die Pfalzgrafen und die Erzbischöfe von Trier und Köln zum sogenannten „Kurfürstenbündnis“, dessen Ziel es war, gemäß den Beschlüssen des Urban-Bundes König Wenzels die Clementisten notfalls mit Kriegsgewalt zum Gehorsam zurückzubringen.
Der Löwenbund wuchs schnell durch den Beitritt vieler Fürsten, Grafen, Herren, Ritter und Knechte. So trat Ulrich von Württemberg 1380 dem Bund bei. Die Löwengesellschaft dehnte sich an Main, Rhein und Lahn, in Schwaben, im Elsass, im Breisgau, in Lothringen und in Franken so sehr aus, dass viele Untergruppen unter Führung von „Königen“ gebildet werden mussten.
Am 28. Juni 1380 verbündete sich die „Löwengesellschaft“ mit der Stadt Basel. Diese wurde damals von einer Gruppe Adeliger beherrscht, die im Dienstverhältnis mit Österreich und dessen Herzog Leopold standen.
Der große Einfluss der Löwengesellschaft zeigte sich auch darin, dass sich am 21. Dezember 1380 eine weitere, selbständige „Gesellschafft mit sant Wilhalmen“ im Umfeld der Grafen von Helfenstein bildete. Diese Gesellschaft übernahm die Statuten der „Löwen“ wortwörtlich und schloss am 1. März 1381 einen Bündnisvertrag mit den Löwen. Am 8. März 1381 verband sich die „Gesellschaft mit Sankt Wilhelm“ mit der fränkischen „geselschaft mit sant Gyren“.
Als Gegenreaktion der Städte entstand unter anderem der zweite Rheinische Städtebund im März 1381, der sich noch im Gründungsjahr mit dem Schwäbischen Städtebund vereinigte. Es kam zu ausgedehnten Kampfhandlungen, bis am 9. April 1382 unter Vermittlung von Herzog Leopold von Österreich der Landfrieden von Ehingen geschlossen wurde.
Dies war die letzte offizielle Nennung des Löwenbundes. Eine Reihe von namentlich hier erwähnten Mitgliedern der Gesellschaft beteiligte sich an der Schlacht bei Sempach am 9. Juli 1386, wovon über ein Dutzend ihr Leben ließen. Ob dies aber im Rahmen der Gesellschaft geschah, ist nicht erwiesen.

## Bewertung
Einzigartig für die Zeit an der Löwengesellschaft war die planvolle Ausdehnung und die Einrichtung einer funktionierenden Struktur von Teilgesellschaften. So konnte zum Beispiel, im Zuge der Fehdehilfe, frei auf dem Gebiet der „Tochtergesellschaften“ operiert werden. Für den möglichen Kriegsfall wurden im Bündnisvertrag konkrete Regelungen getroffen: „So soll ieder Graf vier mit Glaͤfen, ye der Herre zwei und ye der Ritter und Kneht selber oder einen dar zuͦ tugen mit einer Glaͤfen schicken“.
Eine Reduktion der Löwengesellschaft auf ein „nur“ städtefeindliches Bündnis greift also zu kurz, wenn auch einzelne Mitglieder wie Reifenberg, Hattstein und Cronberg, erklärte Feinde der Freien Reichsstadt Frankfurt am Main, zu den Gründungsmitgliedern gehörten.

## Mitglieder

### Gründungsmitglieder
Grafen
- Wilhelm von Wied (siehe Grafschaft Wied),
- Wilhelm II. von Katzenelnbogen (siehe Burg Reichenberg (Rheinland-Pfalz)),
- Johann von Nassau (der spätere Erzbischof von Mainz Johann von Nassau-Wiesbaden-Idstein oder Johann I. von Nassau-Siegen, Sohn von Graf Otto II. und Adelheid von Vianden),
- Eberhard V. von Katzenelnbogen (siehe auch Grafschaft Katzenelnbogen) und
- Walram IV. von Nassau (Bruder der Erzbischöfe Adolf (1373–90) und Johann (1397–1419) von Mainz);

Kleriker
- Wilhelm, Propst zu Aachen, Herr zu Isenburg

Ritter
- Martin Malterer
- Eberhart Herr zu Eppenstein
- Johann Herr zu Isenburg
- Erkenger, Herr zu Rodenstein
- Ulrich II. von Cronberg, Vitztum im Rheingau
- Walter von Cronberg
- Johan von Reifenberg
- Rudolf von Sachsenhausen
- Friedrich von Reifenberg

Edelknechte
- Kuno von Reifenberg
- Frank von Cronberg
- Wolf von Sachsenhausen

Quelle Basel Staatsarchiv:

### Weitere Mitglieder
- Hug von Bernecke
- Conrad V. von Bickenbach (Hauptmann)
- Friedrich II. von Blankenheim, Bischof von Straßburg
- Ruprecht von Bommersheim
- Wolf von Bommersheim
- Fritze Brachauwe
- Contzel Brache
- Burkard von Ellerbach, Bischof von Augsburg
- Hans von Enzberg
- der Erlingershofer
- Werner Ernemann
- Bödomund von Ettendorf, Herr zu Hohenfels (Hauptmann)
- Aigelwart von Falkenstein zu Falkenstein
- Egloff von Falkenstein zu Ramstein
- Engelhart von Falkenstein
- Erhart von Falkenstein, Herr von Ramstein
- Eberhard von Fechenbach, Viztum zu Aschaffenburg
- Egon II. [sic], Graf von Freiburg
- Hans, Graf von Fürstenberg (gefallen in Sempach 1386)
- Heinrich, Graf von Fürstenberg, Landgraf der Baar
- Conrad von Geroltsegg, Herr zu Sulz
- Georg von Geroltsegg
- Heinrich IV. von Geroltsegg, Herr von Lahr und Sulz
- Burckhart von Gültingen
- Ernst von Gültingen
- Heinrich von Gültingen
- Hans Gumpolt
- Friedrich, Herr von Gundelfingen
- Hesse I., Markgraf von Hachberg (Hans)
- Otto I., Markgraf von Hachberg (gefallen in Sempach 1386)
- Rudolf, Graf von Hohenberg von Wiltburg (vgl. Stammliste des Hauses Hohenberg)
- Reinhart von Hoenstat (Hohenstadt?)
- Ulrich VI. von Hohenlohe-Brauneck
- Werner von Homberg
- Heinrich von Hornberg
- Werner von Hornberg
- Wilhelm von Hornberg
- Herdegen, Herr von Hürnheim
- Rudolf II., Herr zu Kiburg
- Ulrich Kiefer
- Hans von Klingen
- Johann IV., Herr zu Lichtenberg (vgl. Stammliste der Herren von Lichtenberg)
- Johann I., Herzog von Lothringen (Hauptmann)
- Heinrich von Lupfen, Landgraf zu Stühlingen
- Zaissolf von Lupfen
- Herr Martin Malterer (Hauptmann) (gefallen in Sempach 1386)
- Heinrich, Graf von Montfort, Herr zu Tettnang (Hauptmann)
- Johann von Ochsenstein (gefallen in Sempach 1386)
- Konrad, der Raugraf
- Gebhard, Herr von Rechberg
- Herr Hans Münch von Rosenberg (Hauptmann)
- Ulrich Spat
- Rudolf, Graf von Sulz
- Konrad der Scherer, Graf von Tübingen-Herrenberg
- Fritz, Graf von Veringen
- Konrad von Weinsberg
- Engelhart VIII. von Weinsberg
- Ulrich, Graf von Württemberg (Hauptmann)
- Friedrich XI., Graf von Hohenzollern (Hauptmann)
- Däglin (Ostertag der Jüngere, genannt Tägli, Graf von Zollern) (vgl. Stammliste der Hohenzollern)
- Mülin (Friedrich, genannt Mülli), Graf von Zollern-Schalksburg (vgl. Stammliste der Hohenzollern)
- Friedrich IX., der Schwarzgraf von Zollern (angeblich gefallen in Sempach 1386)
- Corher von Zollern

Quelle Basel Staatsarchiv:

### Basler, oder aus dem Umfeld der Stadt Basel
- Her Wemher Schaler, erzpriester der Styft ze Basel
- Her Lütolt Münch tomher
- Her Johans Pueham von Eptingen
- Her Goezman munch
- Her Wemher von Bemvels (gefallen in Sempach 1386)
- Her Lütolt von Bemvels (gefallen in Sempach 1386)
- Her Lütolt von Schaler (von Strassburg, wahrscheinlich gefallen in Sempach 1386 – vgl. Lüthold Schaffer)
- Her Hannemann von Ratberg
- Her Heinrich Riche
- Her Lütolt von Frick
- Her Rudolf Vitztum, Ritter,
- Buckhart Munch
- Goetzmann Munch
- Günther von Eptingen
- Arnold von Bermels
- Adelberg von Bermels (gefallen in Sempach 1386)
- Ulrich von Ramstein
- Fritzeman ze Ryn
- Hertrich ze Ryn
- Cuonztman von Ramstein
- Hanneman von Ramstein
- Hügeli von Ramstein
- Wemher von Ratsberg (gefallen in Sempach 1386)
- Fritzsthman von Ratberg (gefallen in Sempach 1386)
- Peterman Pühant von Eptingen (gefallen in Sempach 1386)
- Peterman von Byedertan
- Luotzschman von Byedertan
- Cuontzman ze Ryn
- Hans von Frick
- Frantz Ufgassen
- Hanneman von Lörrach
- Peterman Pühant von Eptingen der Elter (gefallen in Sempach 1386)
- Burckhart Münch der Jungen
- Hans Schaler (angeblich von Strassburg, angeblich gefallen in Sempach 1386)
- Erhart Rith
- Gotfried von Eptingen
- Cuonrat von Hertenberg der alteren
- Cuontzman ze Kinden, edel knechten

Quelle Basel Staatsarchiv: